# Wolf Hoffmann
Wolf Hoffmann (Mainz, Njemačka 10. prosinca 1959.) je njemački heavy metal glazbenik, gitarist njemačkog heavy metal sastava Accept. Jedini je član sastava koji se pojavljuje na svi albumima.

## Diskografija
Accept
- Accept (1979.)
- I'm a Rebel (1980.)
- Breaker (1981.)
- Restless and Wild (1982.)
- Balls to the Wall (1983.)
- Metal Heart (1985.)
- Russian Roulette (1986.)
- Eat the Heat (1989.)
- Objection Overruled (1993.)
- Death Row (1994.)
- Predator (1996.)
- Blood of the Nations (2010.)
- Stalingrad (2012.)
- Blind Rage (2014.)
- The Rise of Chaos (2017.)
- Too Mean to Die (2021.)

Samostalni albumi
- Classical (1997.)
- Headbangers Symphony (2016.)